# New Richmond (Quebec)
New Richmond é uma cidade localizada na província de Quebec no Canadá.